# Soodevahe (Saaremaa)
Koordinaten: 57° 59′ N, 22° 6′ O
Soodevahe ist ein Dorf (estnisch küla) auf der größten estnischen Insel Saaremaa. Es gehört zur Landgemeinde Saaremaa (bis 2017: Landgemeinde Torgu) im Kreis Saare.

## Einwohnerschaft
Der Ort hat heute keine Einwohner mehr (Stand 31. Dezember 2011).